# Liên hiệp Khoa học Sinh học Quốc tế
Liên hiệp Khoa học Sinh học Quốc tế hay Liên đoàn Quốc tế về Khoa học Sinh học, viết tắt theo tiếng Anh là IUBS (International Union of Biological Sciences) là một tổ chức phi chính phủ quốc tế hoạt động trong lĩnh vực nghiên cứu Sinh học.
IUBS thành lập năm 1919, là thành viên liên hiệp khoa học của Hội đồng Khoa học Quốc tế (ISC), và của Hội đồng Quốc tế về Khoa học (ICSU) trước đây.
IUBS hiện có 44 quốc gia thành viên và 80 tổ chức khoa học thành viên.

## Mục tiêu
- Thúc đẩy việc nghiên cứu khoa học sinh học;
- Khởi xướng, tạo điều kiện, phối hợp nghiên cứu và các hoạt động khoa học khác đòi hỏi hợp tác liên ngành quốc tế;
- Duy trì các cuộc thảo luận và phổ biến các kết quả hợp tác nghiên cứu, đặc biệt là trong kết nối với các chương trình khoa học IUBS;
- Hỗ trợ cho việc tổ chức các hội nghị quốc tế và hỗ trợ trong việc công bố các báo cáo của họ.[1]

## Hoạt động
Các chương trình khoa học IUBS là có tính chất liên ngành. Chúng được thực hiện hợp tác với các cơ quan khoa học quốc gia, và với các tổ chức quốc tế cả liên chính phủ (UNESCO, UNEP, FAO, EC, vv) lẫn phi chính phủ.
Các chương trình giải quyết các vấn đề trong sinh học tích hợp, đa dạng sinh học (DIVERSITAS), đạo đức sinh học, công nghệ sinh học, các chỉ số sinh học, giáo dục sinh học, danh pháp sinh học, hệ thống sinh học, sinh học sinh sản, và nuôi trồng thủy sản, phức hợp sinh học và các lĩnh vực khác.
IUBS xuất bản một tạp chí hàng quý là Biology International (Sinh học Quốc tế), là kênh thông tin về các chương trình và các hoạt động của liên minh các thành viên IUBS và các tổ chức, cá nhân hợp tác.

## Các đại hội và chủ tịch
| Nr. | Năm              | Địa điểm      | Địa điểm   | Chủ tịch                |
| --- | ---------------- | ------------- | ---------- | ----------------------- |
| 34. | 2023             |               |            |                         |
| 33. | 2019             | Oslo          | Na Uy      | L. S. Shashidhara       |
| 32. | Dec. 2015        | Berlin        | Đức        | Hiroyuki Takeda         |
| 31. | July 2012        | Tô Châu       | Trung Quốc | Nils Christian Stenseth |
| 30. | Oct. 2009        | Cape Town     | Nam Phi    | Giorgio Bernardi        |
| 29. | May 2007         | Washington DC | Hoa Kỳ     | John Buckeridge         |
| 28. | Jan. 2004        | Cairo         | Ai Cập     | Motonori Hoshi          |
| 27. | Nov. 2000        | Naples        | Ý          | Marvalee H. Wake        |
| 26. | Nov. 1997        | Đài Bắc       | Đài Loan   | Jean-Claude Mounolou    |
| 25. | Sept. 1994       | Paris         | Pháp       | David L. Hawksworth     |
| 24. | Sept. 1991       | Amsterdam     | Hà Lan     | Francesco Di Castri     |
| 23. | Oct. 1988        | Canberra      | Úc         | János Salánki           |
| 22. | Sept. 1985       | Budapest      | Hungary    | Otto T. Solbrig         |
| 21. | Aug. 1982        | Ottawa        | Canada     | Paolo Fasella           |
| 20. | Aug. 1979        | Helsinki      | Phần Lan   | Eduardo De Robertis     |
| 19. | Aug./ Sept. 1976 | Bangalore     | Ấn Độ      | Nils Oker-Blom          |
| 18. | Sept. 1973       | Ustaoset      | Na Uy      | Knut Faegri             |
| 17. | Oct. 1970        | Washington DC | Hoa Kỳ     | Donald S. Farner        |
| 16. | Sept. 1967       | Montreux      | Thụy Sĩ    | Donald S. Farner        |
| 15. | July 1964        | Prague        | Tiệp Khắc  | C.H. Waddington         |
| 14. | July 1961        | Amsterdam     | Hà Lan     | C.H. Waddington         |
| 13. | 1958             | London        | Anh        | Giuseppe Montalenti     |
| 12. | Apr. 1955        | Rome          | Ý          | S. Horstadius           |
| 11. | Aug. 1953        | Nice          | Pháp       | S. Horstadius           |
| 10. | July 1950        | Stockholm     | Thụy Điển  | H. Munro Fox            |
| 9.  | July 1947        | Copenhagen    | Đan Mạch   | M.J. Sirks              |
| 8.  | Sept. 1935       | Amsterdam     | Hà Lan     | E.D. Merrill            |
| 7.  | July 1931        | Brussels      | Bỉ         | A.C. Seward             |
| 6.  | July 1928        | Brussels      | Bỉ         | F.W. Went               |
| 5.  | July 1927        | Geneva        | Thụy Sĩ    | ---                     |
| 4.  | May 1926         | Paris         | Pháp       | Léon Fredericq          |
| 3.  | July 1925        | Brussels      | Bỉ         | Léon Fredericq          |
| 2.  | July 1922        | Brussels      | Bỉ         | Léon Fredericq          |
| 1.  | July 1919        | Brussels      | Bỉ         | Marie-Yves Delage       |